# Zastava Koral
El Zastava Koral (llamado en Europa Yugo 55/Yugo GV), fue un automóvil producido en la planta yugoslava de Zastava Kragujevac, perteneciente al segmento A, construido por la fábrica yugoslava Crevna Zavod Zastava, y vendido en algunos mercados bajo la marca Yugo.

## Historia
En el inicio de la planta de Zastava, en Kraguejvac, se comenzaron a producir automóviles bajo licencia de la italiana Fiat, que le proveía inicialmente de componentes y motores, y luego de máquinas para la producción de componentes y motores. 
A mediados de los años 70 se comienza a desarrollar el proyecto 102, se trataba de un modelo pequeño aprovechando la base (modificada) del Fiat 128 / Zastava 101 que Zastava ya producía en aquellos años. 
En 1980,finalmente sale de sus líneas de producción el primer coche con esta denominación (Jugo 45), y ya para el año siguiente, se habían producido alrededor de 5000 unidades.
Su motor inicialmente fue el 903 cc de cuatro cilindros que equipaban muchos modelos Fiat (entre ellos el 127) que extraia 45cv (Yugo 45). Posteriormente se ampliaron versiones y motorizaciones derivadas de los motores "Lampredi" del 128 en cilindradas 1100 55cv (Yugo 55) y más tarde 1300 65 cv (Yugo 65)

## Primera generación
El Zastava Koral/Yugo Koral/Yugo GV/Yugo Cabrio es un modelo derivado de las mecánicas  del Fiat 128 903 del Fiat 127 y con algo de semejanza al antiguo Fiat 127, realizado por la planta de Zastava en Kragujevac, Serbia. Este modelo es la base para la línea evolutiva de la familia. Apareció en el mercado iniciado 1980. Desde el inicio de su producción salen de las líneas más de 750 000 vehículos de la referencia. Llegó a comercializarse en muchos países europeos, pero también en Norteamérica se ganaría algo de reputación; dado su muy bajo costo.
El Zastava Koral llegó a liderar en Estados Unidos en la gama baja del mercado siendo el modelo más deseado en dicho segmento. Se consideró un vehículo ideal para los trayectos cortos dentro de la ciudad, de bajo costo, fácil de mantener y muy maniobrable en su aparcamiento. En el mercado Serbio y los demás países balcánicos y/o eslavos sería el coche más asequible, y no tuvo un igual. El siguiente modelo, un coche conceptual, que ya era tecnológicamente obsoleto desde el principio de los años 1980, sería presentado como el Zastava Koral In.

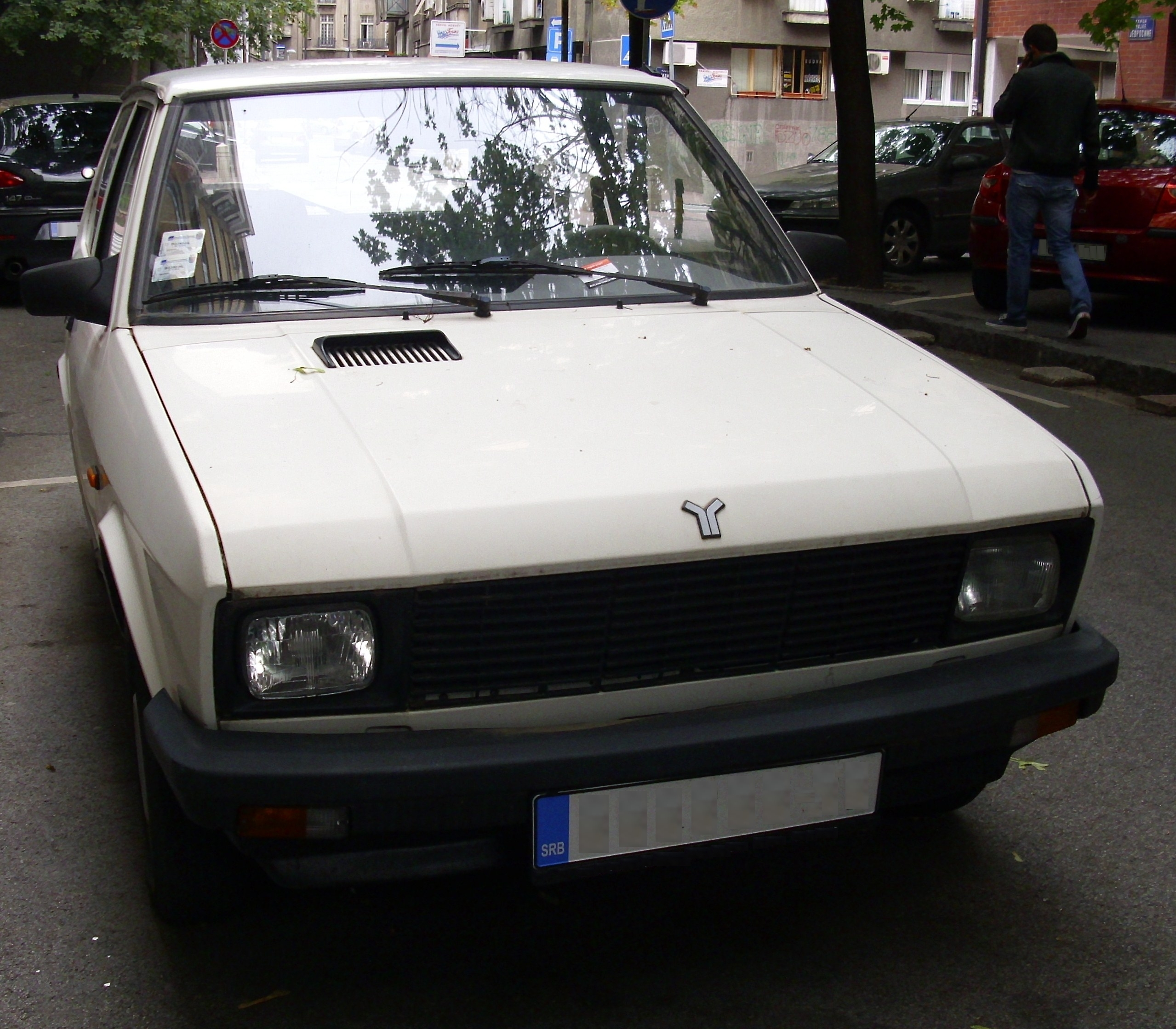
Yugo Tempo
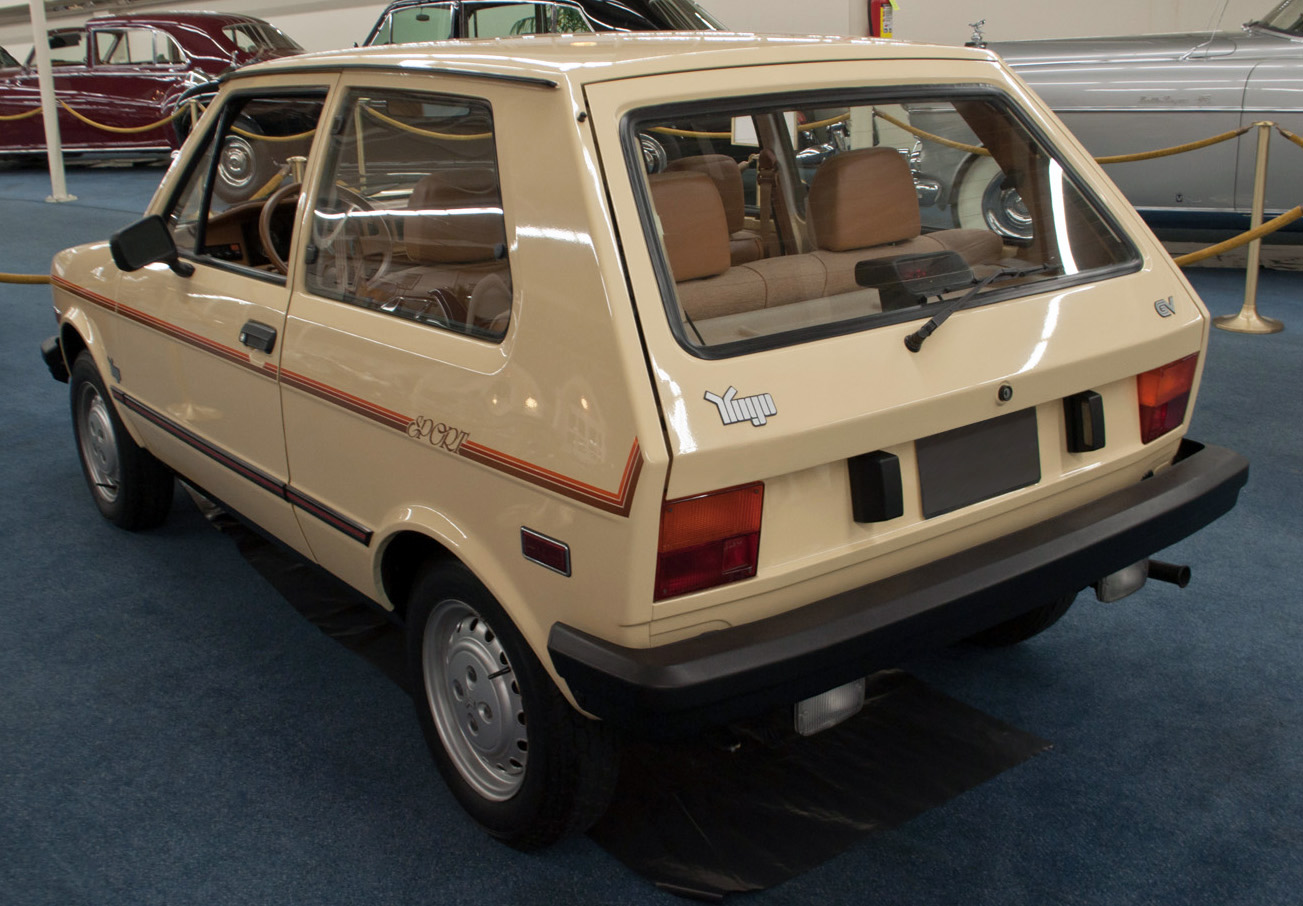
Yugo GV vista posterior
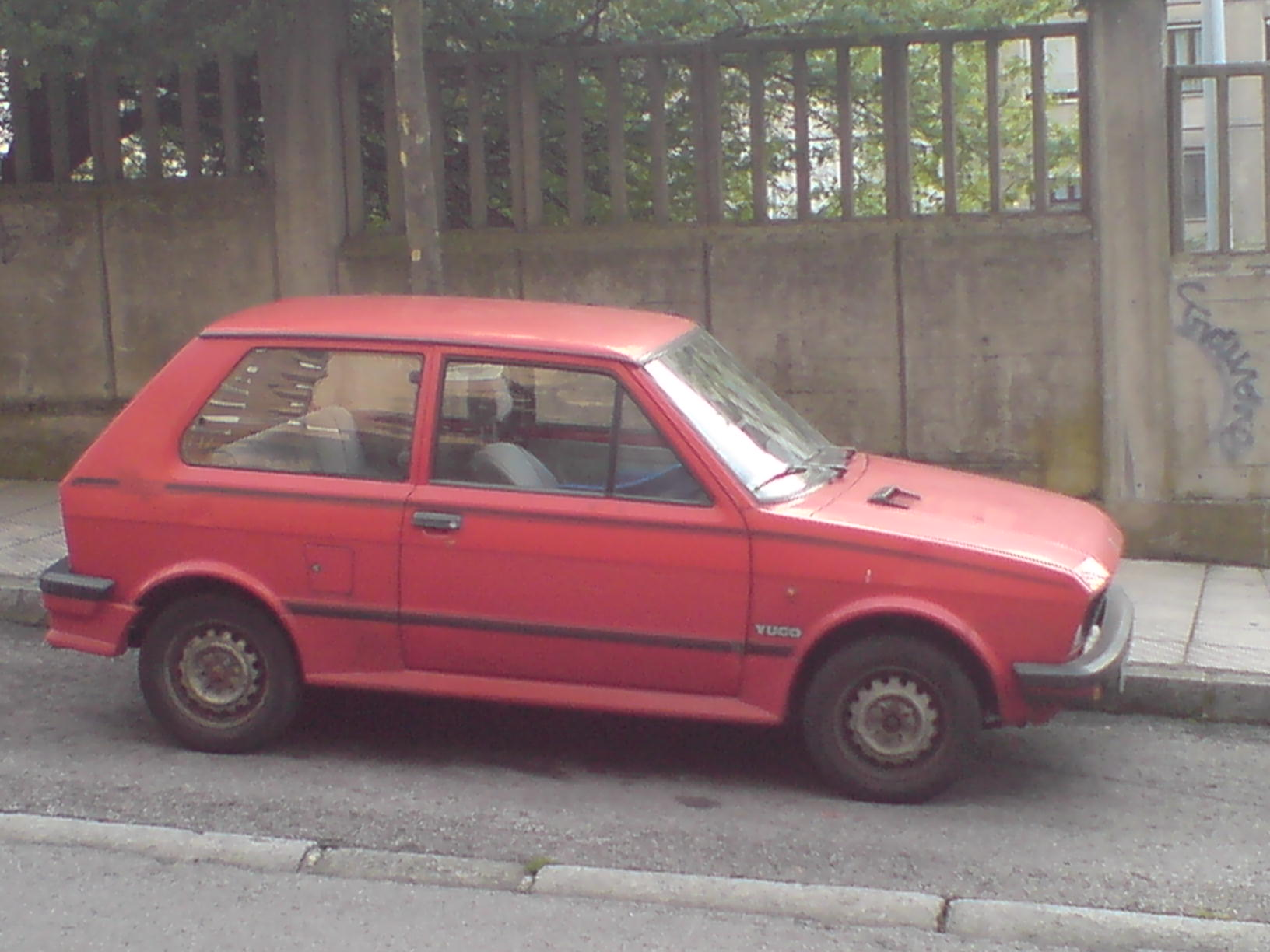
Un Zastava Koral de primera generación, vendido internacionalmente como Yugo GV.
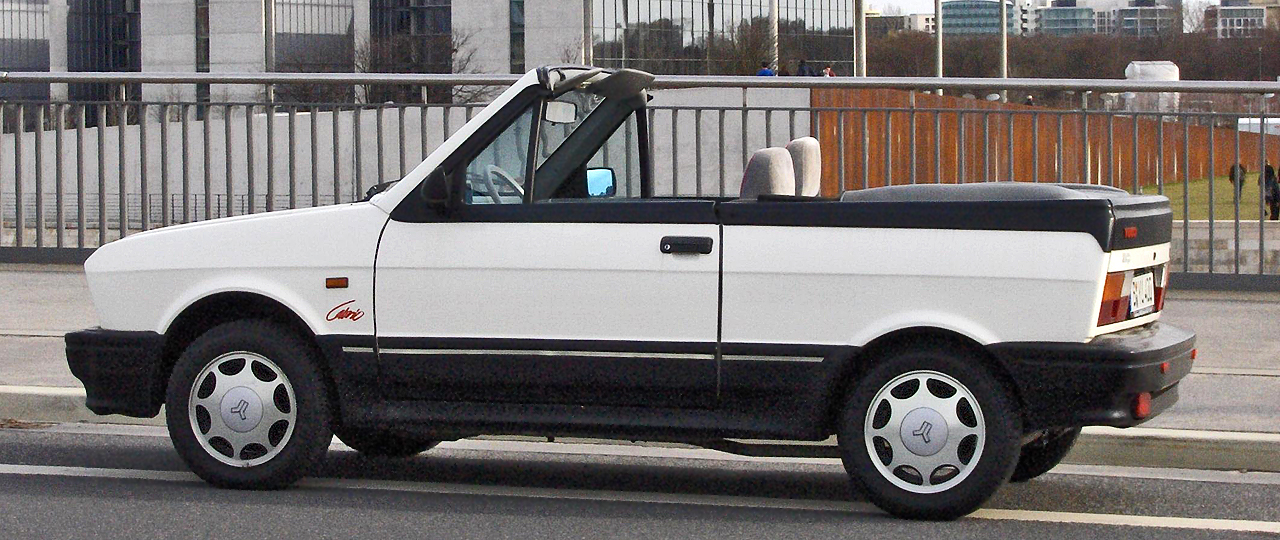
Yugo Koral Cabrio

## Segunda generación
El último miembro de la familia Zastava Koral, con la que se pretendió la innovación del coche fue el Zastava Koral In. Este modelo ha sido rediseñado bajo la supervisión del diseño de la casa Heuliez, y su estilo se ha adaptado a los modelos similares y que son manufacturados desde el año 2000 y en la primera parte de 2001. Con una serie de coches derivados del prototipo se comienza la producción en serie.

### Descripción
En el Zastava Koral In se han mantenido todas las características buenas y se han logrado nuevas cualidades, y se innovó su atractivo. Se ha enriquecido el aspecto estético del coche al añadirle una serie de detalles como el cambio en la parrilla, en el rediseño de los parachoques; que ahora están elegantemente redondeados; nuevas molduras laterales, y unas luneats retrovisoras laterales ajustables desde el habitáculo, y el reemplazo de las chapas de las cerraduras en sus puertas con accesorios de color de la carrocería.

#### Equipos
El equipamiento de iluminación ha sido funcionalizado y retocado profusamente, se caracteriza por nuevos faros halógenos regulados eléctricamente, nuevas luces intermitentes y lámparas para niebla de luz diáfana, que le proporcionan una excelente visibilidad durante la noche y en condiciones meteorológicas adversas. La calidad y la ergonomía ahora en este coche son los principios regentes en el diseño interior.
Los asientos delanteros y traseros ahora están equipados con nuevos cinturones de seguridad y unos reposacabezas. En el panel de instrumentos se ha dado un toque moderno, con novedosos controles con luces más visibles e interruptores que proporcionan toda la información necesaria. En la gama de opciones hay reposacabezas y cinturones de seguridad para los asientos traseros, un sistema de bloqueo central para las puertas, un radio con cassetera y un conjunto de 4 altavoces. Este coche a pesar de todo tiene una construcción robusta, y sus mayores cambios se pueden ver en los asientos, que son más cómodos que los modelos más antiguos de la serie, así como la tapicería; que es mejor y más atractiva que en su predecesor, y pintura metalizada de serie. En el modelo estándar se instalan neumáticos de la referencia 155/70 R13; y en los modelos con motor de la Zastava se obtienen ruedas de un tamaño mayor con rines de aleación, mientras que en su motor se usa una versión con equipos más actuales (tales como catalizadores de gases y sistemas de inyección de combustible), que son estándar para los fabricantes de automóviles modernos. El volante ha sido ligeramente retocado, pero su dureza no ha cambiado; debido a su ya obsoleto sistema de dirección, así que es mejor sostenerle fuertemente con ambas manos, y su radio de giro es todavía muy grande en relación con el reducido tamaño del vehículo.

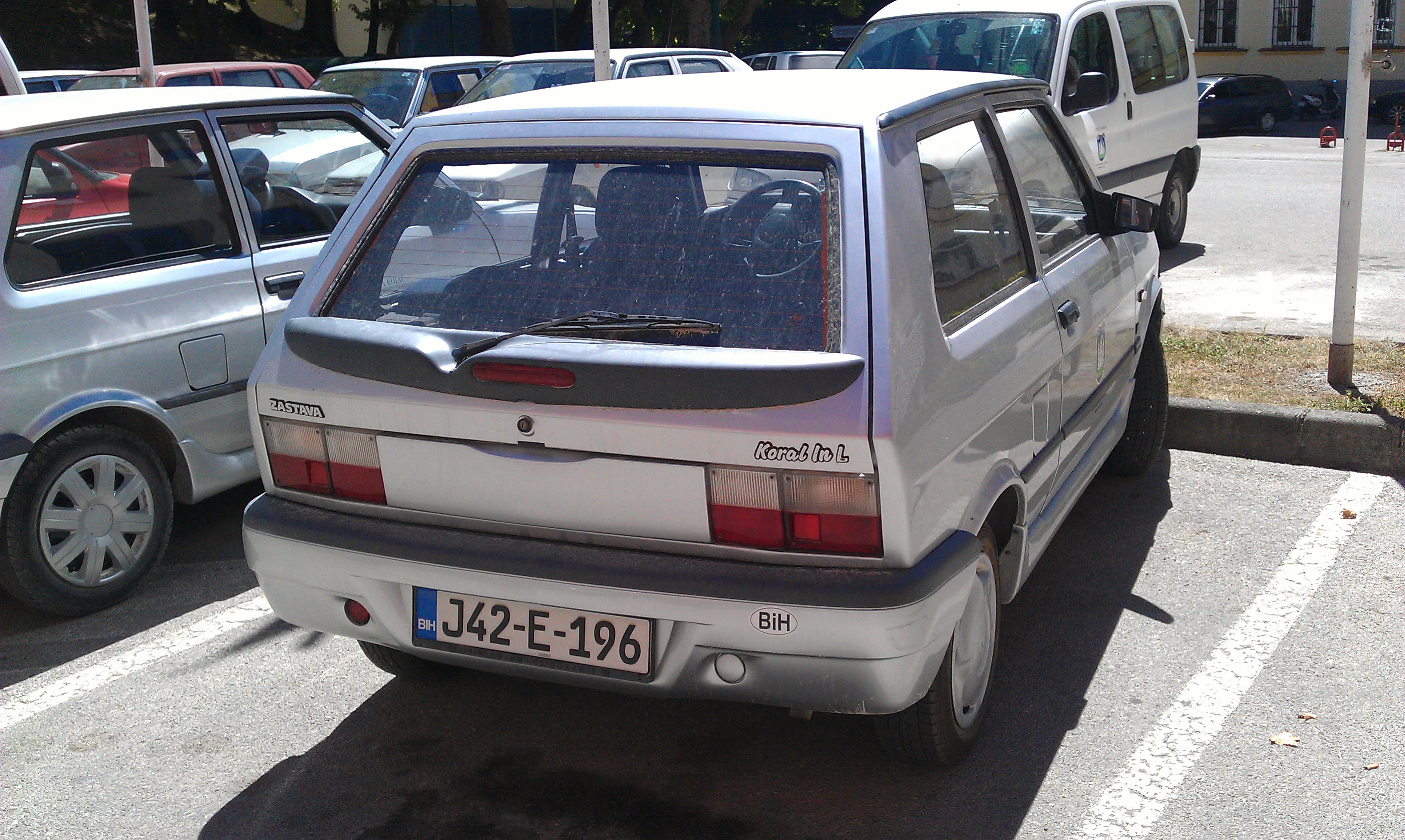
Zastava Koral vista posterior

#### Motorizaciones
Hay tres variantes de motor a saber: de 1.1 y de 1.3 litros, y un motor de 1.1 a Gas; todos los motores a gasolina son hechos por la Zastava (1,1 y 1,3 litros), y los que usan gas como combustible (1,1 litros) son de la casa italiana Fiat. Con la inclusión de la instalación de equipos para combustibles GNC/GLP se ha elevado la gama y se ha pensado en su exportación a mercados en donde se use dicho combustible. A pesar de estos profundos retoques, la esencia del coche no ha cambiado, siendo tan económico en consumo como su predecesor.
Los inconvenientes surgidos de la incorporación de una transmisión ya vetusta se han traducido en unas relaciones de caja muy poco exactas, por lo que a menudo sucede que, en lugar de la 1.ª velocidad se cambia a la 3 ra marcha, y que también en lugar de la 3.ª, quede puesta la cuarta marcha.

## Comercialización

### En Europa
Años antes de la disolución de Yugoslavia, el Zastava Koral era un símbolo común en Serbia, aún hoy día se mantienen registrados cerca de 60,000 ejemplares que siguen en servicio, la mayoría de los cuales han sido versiones modernas del coche, construidas en los años posteriores al 2000. En razón a los muy escasos cambios en su carrocería y en su transmisión, es muy fácil el distinguir entre sus versiones y su año de manufactura por coche visto.
Las partes para su refacción aún se encuentran disponibles, aparte se ha recurrido al canibalizaje de muchos de estos autos para obtener sus partes en muchas chatarrizadoras en dicho país. Empero, los Zastava Koral son muy raros ahora en otras ex-repúblicas yugoslavas, y en particular en Eslovenia y Croacia, a raíz de que muchos de los que se tenían allí serían reexportados a Serbia en el inicio del siglo 21, muchos de los cuales se mantenían en buenas condiciones a causa de su poco uso para su edad. En Bosnia y Herzegovina, los Zastava se encuentran al nivel que el Volkswagen Sedán y el Renault 4 en centro y Suramérica: son extremadamente raros, pero a diferencia de estos; nunca fueron muy populares en dichas repúblicas, y han sido chatarrizados, y se prefieren en vez de los citados, y en especial; se tiene preferencia por el Volkswagen Golf y el Renault 4; hechos en Sarajevo o en Liubliana.
En el Reino Unido se sabe que hay alrededor de unos 100 (vendidos como Yugo Koral) aún en existencias, y que sus propietarios han establecido clubes dedicados a su preservación. A diferencia de los Estados Unidos, al Yugo nunca se le consideró como el peor de los coches de Europa oriental importados al país, en parte a que en este país hubo coches de peor manufactura y de la misma procedencia, y parcialmente a que las expectativas creadas en los Estados Unidos eran muy altas.
Una mejora muy "popular" al viejo modelo de los Zastava/Yugo Koral en su sistema de combustible (y también aplicable en los nuevos modelos), se hizo con la adaptación de un sistema de conversión a gas GLP o a GNC que ha tenido un auge sin precedentes tanto en Serbia como en los países en donde se comercializa. Dado que la mayoría de los Zastava Koral no tienen instalado un sistema de inyección de combustible (solo las versiones europeas si lo tienen), se mudan de combustible a una alternativa más económica y fácil de adquirir, aparte de que se reduce drásticamente su consumo. Una desventaja de la conversión es que el ya chico espaci en el maletero se ve aún más reducido al incorporarse un tanque de combustible (un cilindro de 20 libras), que ocupa un gran espacio. Muchos de los autos convertidos ganan un mejor desempeño al retirar prácticamente de uso la poco fiable bomba de combustible, pero algunos problemas pueden sucederse en el invierno al intentar encender en frío, y que en su mayoría se deben a instalaciones defectuosas en los kits de conversión a GLP/GNC.

### En América
En 1985 llegó a Estados Unidos el Yugo, que costaba aproximadamente US$4000, un precio inferior al de cualquier otro vehículo estadounidense, lo que le hizo rentable y muy fácil de adquirir. En los Estados Unidos se han retirado de manera masiva del uso corriente, mayormente a causa de los embargos y las sanciones internacionales impuestas a Yugoslavia y luego a Serbia en los inicios de la década de los años 90, lo que limitó las partes de repuesto disponibles y debilitó a la red de servicios de la marca.
Junto a su precio venía un secreto de calidad muy acentuado: sus pobres y deficientes acabados, un motor que era reciclado en su diseño, y que por ende, no le confería al coche una eficiencia mejor, aparte de su muy bajo control de calidad, lo que le hacían un auto de muy bajas prestaciones, según el demandante juicio norteamericano.
El otro destino exitoso de Yugo en América fue Chile, donde su llegada fue vista con simpatía debido a una fuerte colonia de origen croata. Además influyó su bajo precio y la alta calidad en relación con el valor del vehículo y a que su mecánica, además de ser  muy sencilla, era casi idéntica a la del Fiat 128, Fiat Ritmo y en algunos aspectos al Fiat 147, este último coche que fue muy popular en el país sudamericano. El Yugo no fue un superventas en Chile, pero considerando que casi no se invirtió en publicidad, que era una marca desconocida y que tuvo que competiren su segmento con la rusa Lada que era un gigante en todo sentido, se puede decir que Yugo triunfó y alcanzó una respetable cuota del mercado chileno.

### Final
En el mercado local fue un hito de ventas, y pudieron colocar al menos 20.000 unidades en éste, pero su mercado en el exterior era muy reducido dado su muy pobre desempeño en comparación a coches de similar descripción mecánica y/o estructural.
En 1985, comenzó su exportación, pero el resultado no fue bueno y apenas tuvo repercusión en los mercados europeos, pero su gran mercado fue Norteamérica, en donde por su bajo coste (US$ 4000); era un auto fácil de adquirir y de reparar.
Pero su reputación, dada su fiabilidad mecánica y estructural le merecieron el mote de "el peor auto del milenio" en Estados Unidos. Su producción cesó en el año 2010, cuando el fabricante italiano de autos Fiat adquirió la planta, en manos del gobierno de Serbia. Con cerca de 794,428 unidades, la producción del modelo terminó el 11 de noviembre de 2008. Fuera de dicha cantidad, un número aproximado a las 250 000 unidades fueron exportadas a varios países.

## Variantes

### Versiones iniciales (1980-1985)
Los modelos de los años 1980 a 1985 dispusieron de ventanes con sistema de apertura de "alas de mariposa", luces intermitentes e indicadoras redondeadas, y un solo juego de luces de cola a cada lado del vehículo, sin resistencia para desempañar en la ventana trasera, y usualmente en la silletería e interiores se ven materiales de cuerina negra y acabados del mismo color en el tablero de instrumentos, y muchas piezas hechas de metal estampado; como las palancas de las ventanillas y las chapas de las puertas. Las versiones de 1985 en adelante disponían ya de asientos mucho más cómodos, y sus terminaciones ya eran o de colores azules, marrones aparte del clásico colo negro, dos juegos de luces de cola a cada lado, ya sea o cuadradas o de tipo redondeadas, un desempañador para el vidrio trasero, un panel de instrumentos rediseñado, y ventanas laterales traseras, que a diferencia de las anteriores versiones; ya eran selladas.

### Versiones intermedias (1990-1999)
Desde 1990, la tapa del tanque de gasolina era de rosca, aparte se dieron otros cambios menores en sus interiores e instrumentos. En 1991, el tablero de instrumentos fue reelaborado, primeramente para el Zastava Koral GV, y luego éste aditamento sería implementado para el Yugo GVX y los modelos de venta en el mercado europeo, las ventanillas de apertura "alas de mariposa" fueron removidas, y un tanque de combustible más grande sería instalado.

### Versiones finales
En el año 2000, el auto recibe una nueva parrilla frontal, nuevos bómperes, un spóiler trasero, un tablero interior rediseñado, así como nuevos asientos. Los últimos cambios se dieron en el año 2007 con la introducción de un nuevo panel de instrumentación.

### Automático
Una versión del Zastava Koral/Yugo muy rara es la que contaba con caja de marchas automática, la que es increíblemente rara, y se estima que hay tan solo 20 de dicha variante en servicio aún en Serbia, y muchos de los cuales se vendieron en 1992; justo antes del embargo y de las sanciones comerciales impuestas al gobierno de Serbia. Un reducido número de Zastava/Yugo Koral del última generación pueden encontrarse con caja automática y se reconstruyen usando para ello un motor de 1.3 litro de un modelo más reciente.

### Zastava/Yugo Koral Cabrio
A finales de los 80's surge un modelo bandera, que no estaba inicialmente contemplado en el programa de producción, dicho modelo estaba basado en diseños contemporáneos de convertibles con techo de lona. El coche resultó ser un convertible pequeño, el cual se desarrolló sobre la base a los posibles pedidos de clientes norteamericanos, lo cual llevó al reforzamiento de la estructura entera, y en donde se enfatizó el refuerzo del marco del parabrisas.  Desde el principio se produjo con un techo de despliegue y guardado automático, y disponía de cuatro plazas. En su conducción se destacó por su apariencia vívida, atractiva, sencilla, aparte de tener el mismo fácil mantenimiento realizado en las versiones que contaban con el motor de 1.3 litros, y que ya era común en Europa, lo que para los novatos no era un coche mecánicamente desconocido, y en dicho modelo se construían ya versiones con carburador o variantes que incorporan motores con sistemas de inyección electrónica de combustible. Pero la verdadera demanda no obtuvo las ventas estimadas, solo se hicieron pequeños lotes, ya que las cantidades de dicha variante eran hechas a petición de los clientes externos, siendo un modelo muy raro de ver en Serbia.